# Прудовое (Крым)
Прудово́е (укр. Прудове, крымскотат. Prudovoye, до 1960-х годов Степное) — село в Симферопольском районе Республики Крым, входит в состав Кольчугинского сельского поселения (согласно административно-территориальному делению Украины — Кольчугинского сельского совета Автономной Республики Крым).

## Население
| 2001 | 2014  |
| ---- | ----- |
| 1073 | ↘1009 |

Всеукраинская перепись 2001 года показала следующее распределение по носителям языка
| Язык             | Процент |
| ---------------- | ------- |
| русский          | 32,25   |
| крымскотатарский | 40,45   |
| украинский       | 25,07   |
| другие           | 0,18    |

## Современное состояние
В Прудовом 7 улиц и 2 переулка , площадь, занимаемая селом, 75,5 гектара, на которой в 311 дворах, по данным сельсовета на 2009 год, числилось 1035 жителей. В селе действует детский сад «Солнышко», мусульманская мечеть.

## География
Село Прудовое расположено на юго-западе района, на южной стороне долины реки Западный Булганак, в среднем течении, у границы с Бахчисарайским районом, высота центра села над уровнем моря — 97 м. Расстояние до Симферополя примерно 34 километра (по шоссе), там же ближайшая железнодорожная станция Симферополь. Соседние сёла: Кольчугино на север и Каштаны (Бахчисарайского района) на юг — оба примерно в 3,5 километрах. Транспортное сообщение осуществляется по региональной автодороге 35Н-527 — шоссе Симферополь — Николаевка — Прудовое (по украинской классификации С-0-11333)

## История
Исходя из доступных источников, село, как Степное, было основано, вероятно уже в Сакском районе, в послевоенное время (поскольку на последней довоенной карте — двухкилометровке РККА 1942 года ещё не обозначено. На 15 июня 1960 года село Степное числилось в составе Кольчугинского сельсовета Сакского района. К 1968 году Степное переименовано с Прудовое (согласно справочнику «Крымская область. Административно-территориальное деление на 1 января 1968 года» — в период с 1954 по К 1968 год). Указом Президиума Верховного Совета УССР «Об укрупнении сельских районов Крымской области», от 30 декабря 1962 года село присоединили к Бахчисарайскому району, а с 1 января 1965 года, указом Президиума ВС УССР «О внесении изменений в административное районирование УССР — по Крымской области», включили в состав Симферопольского. По данным переписи 1989 года в селе проживало 910 человек. С 12 февраля 1991 года село в восстановленной Крымской АССР, 26 февраля 1992 года переименованной в Автономную Республику Крым. С 21 марта 2014 года в составе Крыма аннексировано Россией.